# Frank Sepe
Frank Sepe (født 28. december 1971 i New York), er en amerikansk bodybuilder og fotomodel af italiensk og tysk afstamning. 
Af alle bodybuildere er Frank Sepe den mest fotograferede. I den seneste halve snes år har han faktisk koncentreret sig mere om arbejdet som fotomodel end om konkurrencebodybuilding.
Billeder af Frank Sepe har været på omslagene af over 30 magasiner; ligeledes i hundreder af artikler i bodybuildingblade. Ud over sin veludviklede krop har han tiltalende ansigtstræk m.m., og han er da også flere gange fremtrådt fuldstændig 
nøgen Arkiveret 24. september 2005 hos  Wayback Machine i damemagasinet Playgirl; han er endda den hidtil eneste konkurrencebodybuilder som har været "Playgirl-centerfold".
Frank Sepe er 1,88 m høj og vejer 104 kg.

## Bodybuilding-titler
- 1994 Eastern USA Bodybuilding Heavyweight Champion
- 1995 Metro Bodybuilding Champion
- 1996 North American Championships, 5th Heavyweight